# Gemeinderatswahl in St. Pölten 2011
Die Gemeinderatswahl 2011 fand am 3. Juli 2011 statt und war die 14. reguläre Gemeinderatswahl in St. Pölten nach Kriegsende. Die 44.501 Wahlberechtigten hatten die Wahl aus sieben Parteien und Listen, die SPÖ unter Matthias Stadler konnte trotz Verlusten die absolute Mehrheit halten.

## Ausgangslage
Bei der Wahl vom 8. Oktober 2006 trat die SPÖ erstmals unter Matthias Stadler als Spitzenkandidat an, gewann stark, konnte erneut die meisten Stimmen auf sich vereinen und die absolute Mehrheit verteidigen.
Die ÖVP schickte Johannes Sassmann ins Rennen und mussten Verluste hinnehmen. Die FPÖ trat unter Peter Sommerauer an und musste ebenfalls Verluste hinnehmen. Die Grünen wurden von Silvia Buschenreiter angeführt, das Ergebnis blieb nahezu stabil. Die Listen Liste Hermann Nonner (Nonner) und Liste Mehmet Isik (ISIK) traten unter ihren Namensgebern an, die Gerechtigkeit-Partei-Österreich (GPÖ) unter Alfred Altmann. Hermann Nonner konnte beim ersten Solo-Antritt in den Gemeinderat einziehen.
Bei der konstituierenden Gemeinderatssitzung am 30. Oktober 2006 wurde Matthias Stadler erneut zum Bürgermeister gewählt, Vizebürgermeister wurden Susanne Kysela (SPÖ) und Johannes Sassmann (ÖVP).

## Wahlverlauf

### Wahltermin
Am 22. März 2011 gab Bürgermeister Stadler den Wahltermin mit 3. Juli 2011 bekannt. Dieser war im Vergleich zu den bei den letzten Wahlen üblichen Oktoberterminen sehr früh angesetzt. Der Magistrat der Stadt St. Pölten und mit ihm die SPÖ argumentieren den frühen Wahltermin mit geringeren Kosten durch einen kürzeren Wahlkampf sowie dem verzögerungsfreien Weiterarbeiten nach der Sommerpause. Die Opposition wurde vom Wahltermin überrascht und reagierte verärgert. ÖVP-Spitzenkandidat Matthias Adl sprach etwa von einer „panische[n] Flucht in frühen Wahltermin“, die Grünen befürchteten, dass viele Wähler schon auf Urlaub seien und den Parteien die Möglichkeit genommen werde sich im Wahlkampf ausreichend zu positionieren. Zudem hatten die Parteien außer Stadler und Adl noch keine Spitzenkandidaten ausgewählt.

### Wahlwerbende Parteien
Zu den Gemeinderatswahlen traten neben den vier im Gemeinderat vertretenen Parteien Sozialdemokratische Partei Österreichs (SPÖ), Österreichische Volkspartei (ÖVP), Die Grünen – Die Grüne Alternative (GRÜNE) und Freiheitliche Partei Österreichs (FPÖ) drei weitere Listen an. Diese sind die Bürgerliste Für St. Pölten (FSP), die Unabhängige Bürgerplattform Wir für St. Pölten (WIR) sowie die Christliche Partei Österreichs (CPÖ). Die GPÖ und die Liste Isik treten nicht mehr zur Wahl an, der Spitzenkandidat der Liste Nonner tritt diesmal wieder als Listenführer der FPÖ an.

#### Sozialdemokratische Partei Österreichs (SPÖ)

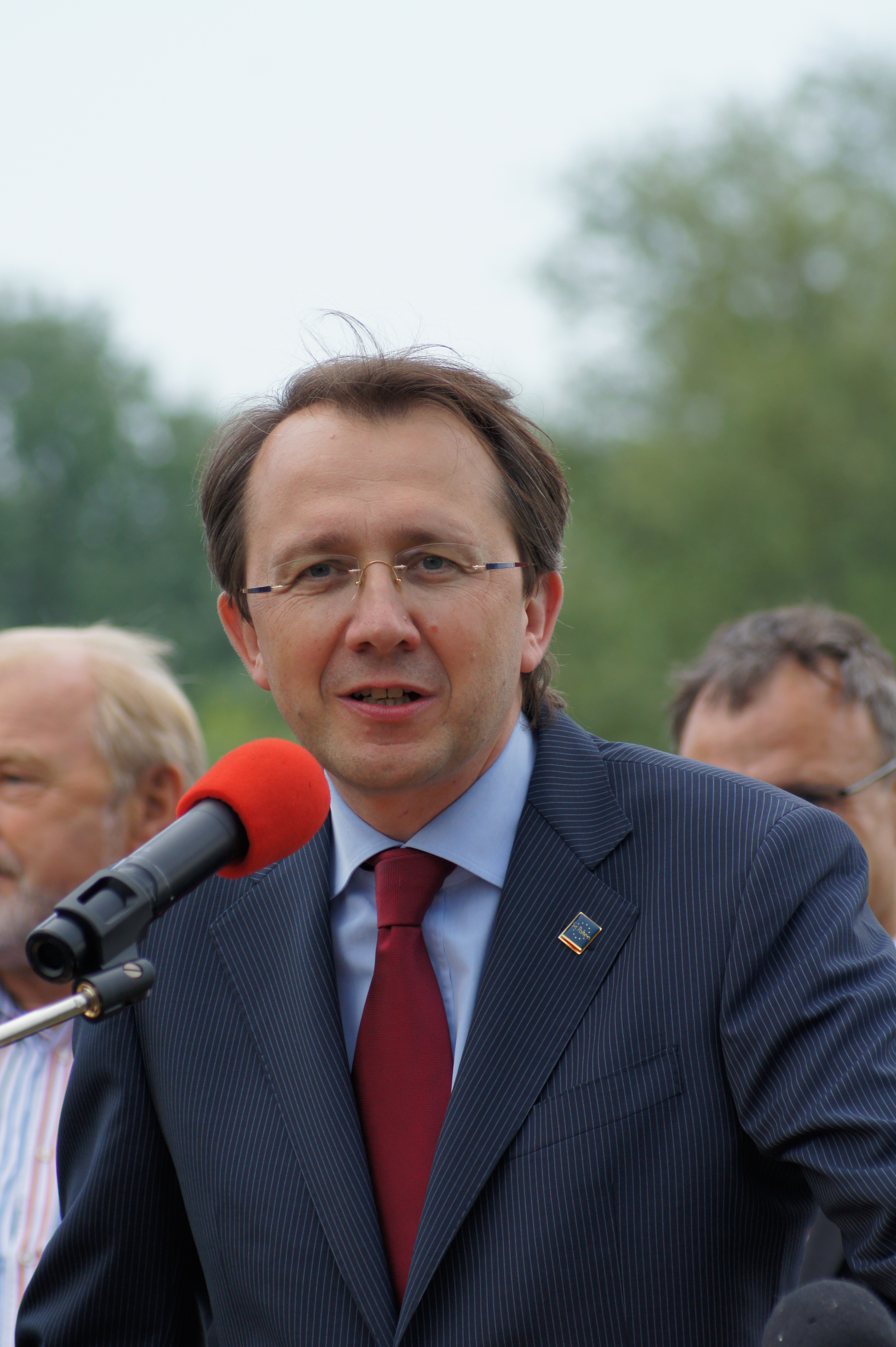
Matthias Stadler (SPÖ)

Die Sozialdemokratische Partei Österreichs (SPÖ) trat, wie schon bei der letzten Wahl, unter Matthias Stadler an und setzte vor allem auf den Amtsbonus des Bürgermeisters. So konzentrierte sich der Wahlkampf auch auf Stadler, es wurde neben der Stadthomepage der SPÖ eine eigene Homepage matthiasstadler.at und eine Facebookgruppe Matthias Stadler: ein Bürgermeister für mich eingerichtet. Die SPÖ stelle insgesamt 84 Kandidaten auf.
Der Kernslogan der Wahl, anspielend auf die fast sechzigprozentige Stimmenmehrheit der SPÖ, war „Für klare Verhältnisse. BGM Matthias Stadler.“ Ein Wahlkampfthema waren die Hinweise auf umgesetzte Projekte der letzten Legislaturperiode, etwa das Frequency oder das Hotel in den Stadtsälen. Für die Zukunft stellte die SPÖ zahlreiche Pläne vor. Eines der Kernthemen war der Ausbau der Bildungseinrichtungen wie der HTL und des Gymnasiums Josefstraße, aber auch die Schaffung einer Medizinuniversität in der Stadt. Insgesamt sollte die Zahl der Bildungsplätze um 5000 zu erhöht werden. Im Verkehrsbereich wollte Stadler den Bau einer Park-and-Ride-Garage am Bahnhofsplatz, der Kerntangente Nord und der S34 umsetzen. Das Radwegenetz sollte ausgebaut werden, auch eine Grüne Kurzparkzone nach dem Vorbild Graz’ war in Planung. Weiters sollten mehr Tempo-30-Zonen errichtet werden und Geschwindigkeitsmessungen an der Mariazeller Straße forciert werden.

#### Österreichische Volkspartei (ÖVP)

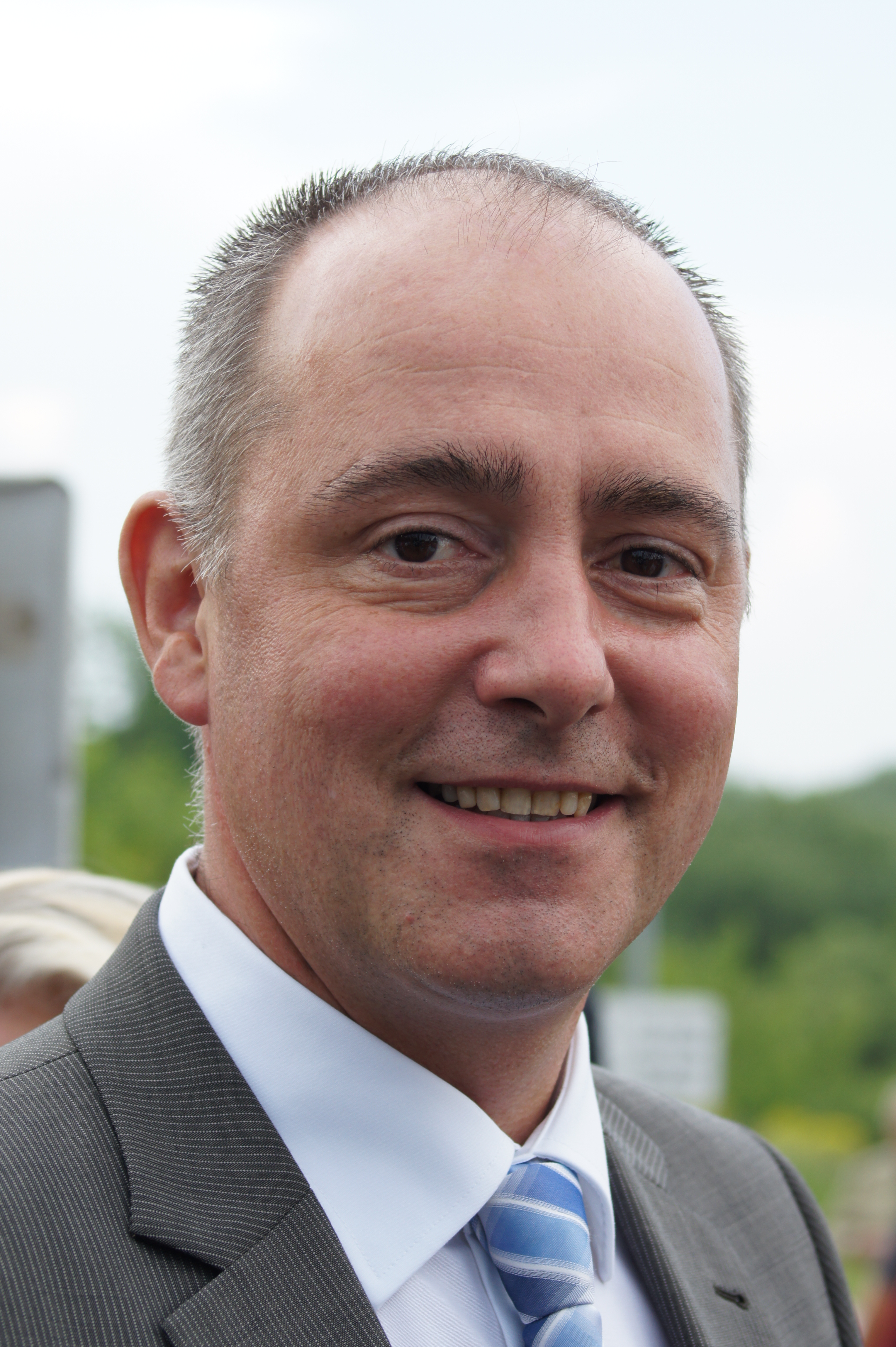
Matthias Adl (ÖVP)

Die Österreichische Volkspartei (ÖVP) trat mit Matthias Adl als Spitzenkandidaten an. Er wurde Mitte März als neuer Spitzenkandidat vorgestellt und löste Johannes Sassmann ab, im April folgte er ihm auch als Vizebürgermeister nach. Trotz der kurzen Zeit, die Adl im Amt ist, konzentrierte sich der Wahlkampf stark auf seine Person. So wurde die Homepage der ÖVP St. Pölten auf matthias-adl.at weitergeleitet, ebenso besteht eine Facebookgruppe auf seinen Namen. Die ÖVP stellte insgesamt 84 Kandidaten auf, die meisten Gemeinderatssitze wurden durch Vorzugsstimmen vergeben.
Kernthema des ÖVP-Wahlkampfs lief unter dem Titel „Weil für St.Pölten mehr möglich ist!“ und wollte klare Visionen und messbare Ziele definieren. Adl wollte es unter anderem bis 2020 schaffen, St. Pöltens junge Menschen in der Stadt zu halten, bis 2030 sollte die Stadt schuldenfrei sein und bis 2040 70.000 Einwohner haben. Weitere Ideen stellte Adl nach und nach der Öffentlichkeit vor. So schlug die ÖVP vor, das Militärkommando Niederösterreich in die leer stehende Kopalkaserne zu verlegen, dort sollte ein neues Heeresverwaltungszentrum mitsamt Katastrophenschutzeinrichtungen entstehen. Das Areal der Hesserkaserne hätte dadurch als Wohnraum für bis zu 1000 Bewohner dienen können. Auch wollte Adl eine Seilbahn in der Stadt zusätzlich zum bestehenden öffentlichen Verkehr errichten lassen.

#### Die Grünen – Die Grüne Alternative (GRÜNE)

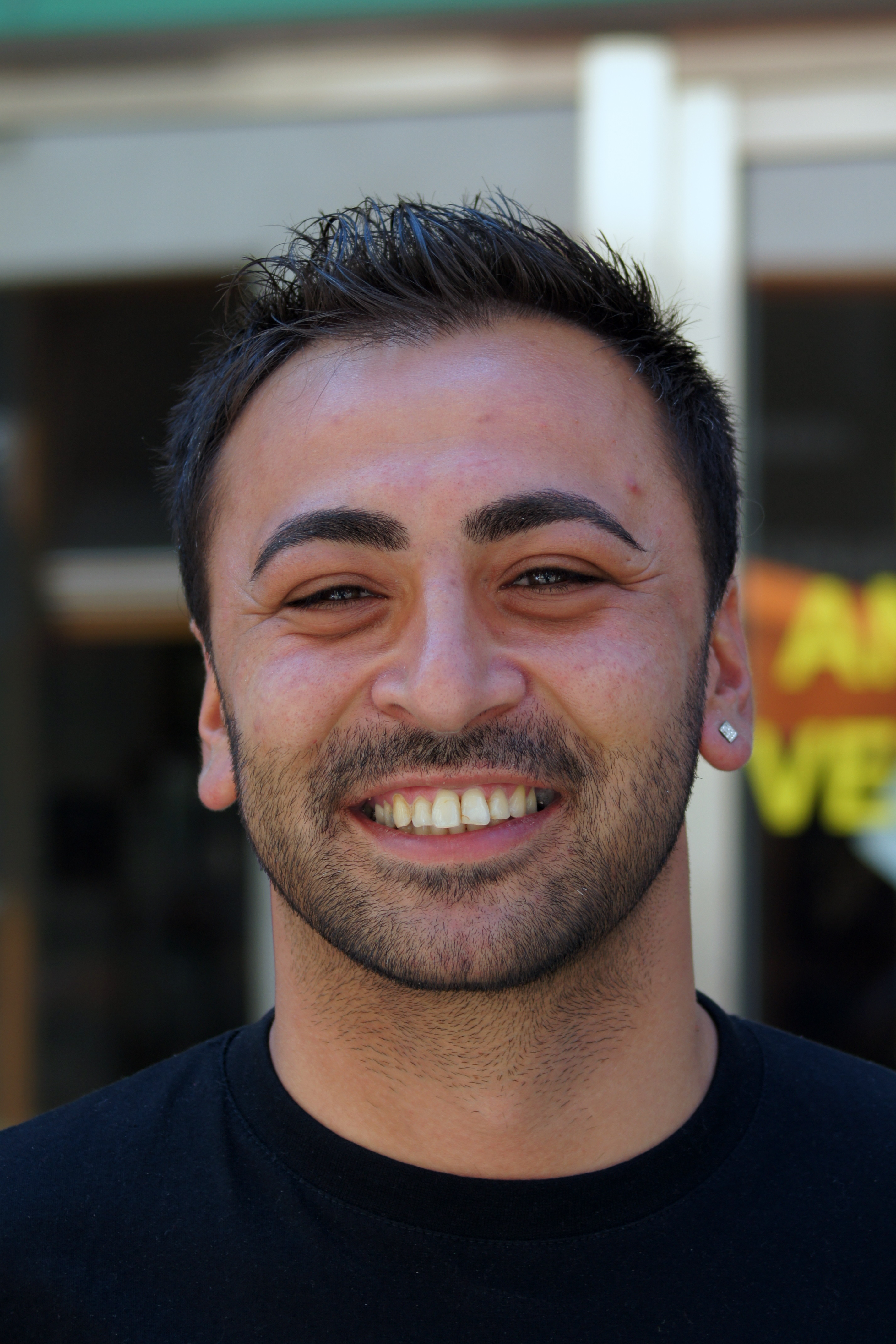
Cagri Dogan (Grüne)

Die Grünen – Die Grüne Alternative (GRÜNE) traten erstmals in St. Pölten nicht unter Langzeitlistenführerin Silvia Buschenreiter an. Spitzenkandidat war der 31-jährige Cagri Dogan, es trat jedoch ein Führungsteam von sechs Kandidaten an. Im Gegensatz zu SPÖ und ÖVP war deshalb die primäre Wahlhomepage nicht auf den Spitzenkandidaten zugeschnitten, sie lief unter diegruenen.cc, auch die Facebook-Gruppe lief unter Die GRÜNEN St. Pölten. Die Grünen stellten insgesamt 40 Kandidaten auf.
Der Wahlkampf lief unter „Die Grünen St. Pölten 2.0“ und sollte vor allem junge Wählerschichten ansprechen. Kernthemen waren, neben klassischen grünen Anliegen wie Atomenergie oder dem Ausbau des ÖPNV, eine Nutzung des Glanzstoffareals als Kulturfabrik. Es sollten – nach dem Beispiel WUK – Theaterraum, Proberäume und Ateliers entstehen. Ein weiteres Anliegen der Grünen war eine Hundebegegnungszone anstatt einer geplanten Hundefreilaufzone. Der Vorschlag sah diese Zone zwischen Wienerbrücke und Glanzstoffsteg am rechten Traisenufer. Außerdem unterstützten die Grünen die geplante, aber vom Land Niederösterreich verhinderte Medizinuniversität in der Stadt und forderten zusätzlich eine jährliche Unterstützung von 150 Euro für Schüler, Studenten und Lehrlinge bei entsprechendem Lernerfolg.

#### Freiheitliche Partei Österreichs (FPÖ)

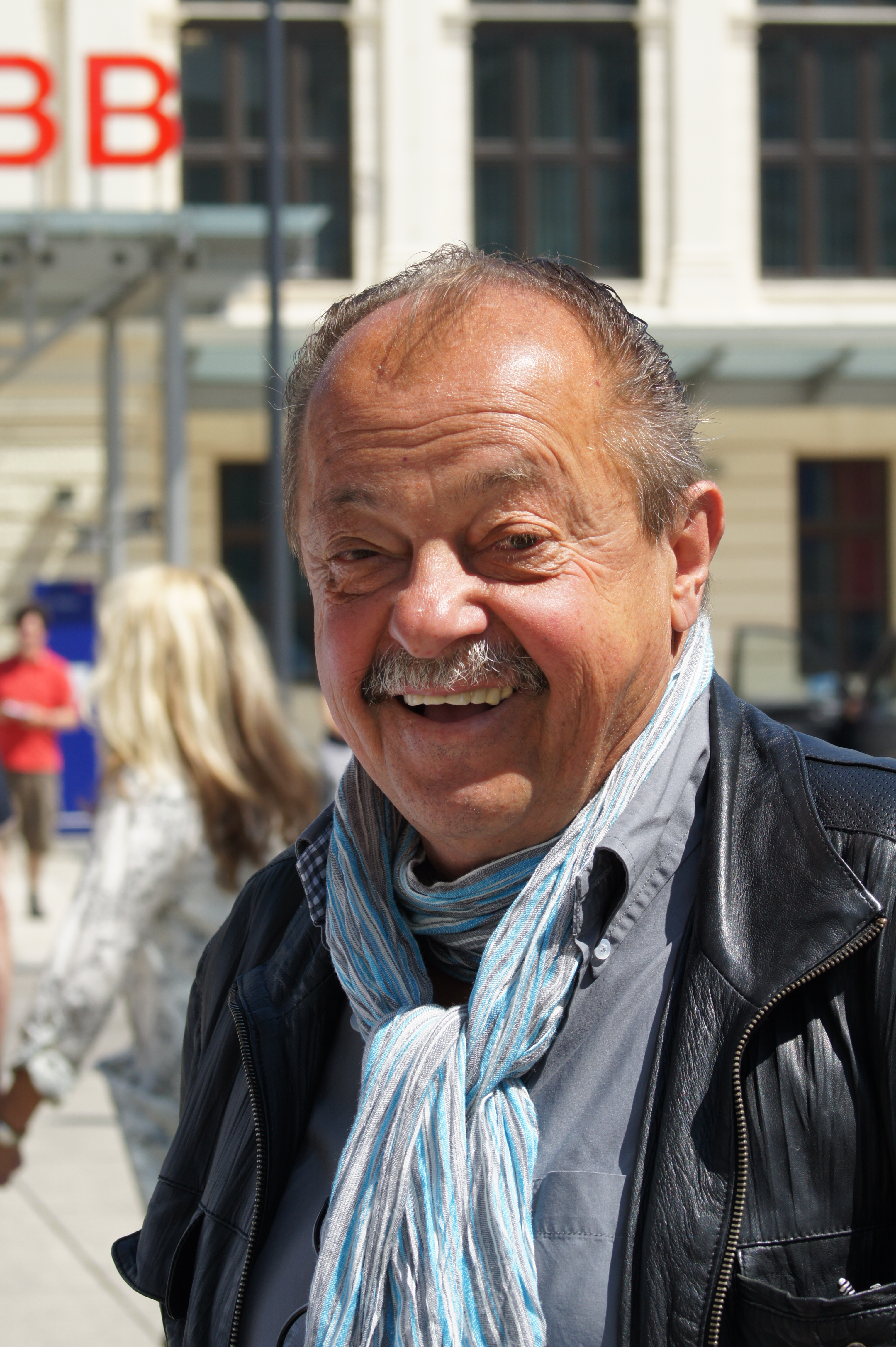
Hermann Nonner (FPÖ)

Hermann Nonner war bereits bei der Gemeinderatswahl 2001 Spitzenkandidat der FPÖ. Kurz nach der Wahl traten Hermann Nonner und die anderen FPÖ-Gemeinderäte aus der Partei aus und gründeten daraufhin die Liste Für St. Pölten. Sie verblieben als freie Mandatare im Gemeinderat, die FPÖ war somit nicht mehr vertreten. Bei der Gemeinderatswahl 2006 trat Nonner mit einer eigenen Liste an und schaffte den Einzug in den Gemeinderat.
Bei der Gemeinderatswahl trat Nonner als Spitzenkandidat der FPÖ an, betonte jedoch parteifreier Kandidat zu sein. Auf dem zweiten Listenplatz fand sich der Spitzenkandidat der letzten Wahl Peter Sommerauer, an dritter Stelle folgte Klaus Otzelberger. Als Wahlziele definierte die FPÖ im April eine Mandatszunahme sowie den Einzug in den Stadtsenat. Auch die Schwerpunkte für den Wahlkampf wurden im April festgelegt, dies sollten die Bereiche „Sicherheit, Soziales, Verkehr, Innenstadtbelebung und die herrschende Ausländerproblematik“ sein. Die FPÖ stellte insgesamt 39 Kandidaten auf.
Kernslogan der FPÖ war „St. Pölten wieder sicher, leistbar und lebenswert“ machen zu wollen. So wollte die FPÖ etwa die Sicherheit durch „Privatsheriffs“ und Videoüberwachung erhöhen.

#### Bürgerliste Für St. Pölten (FSP)

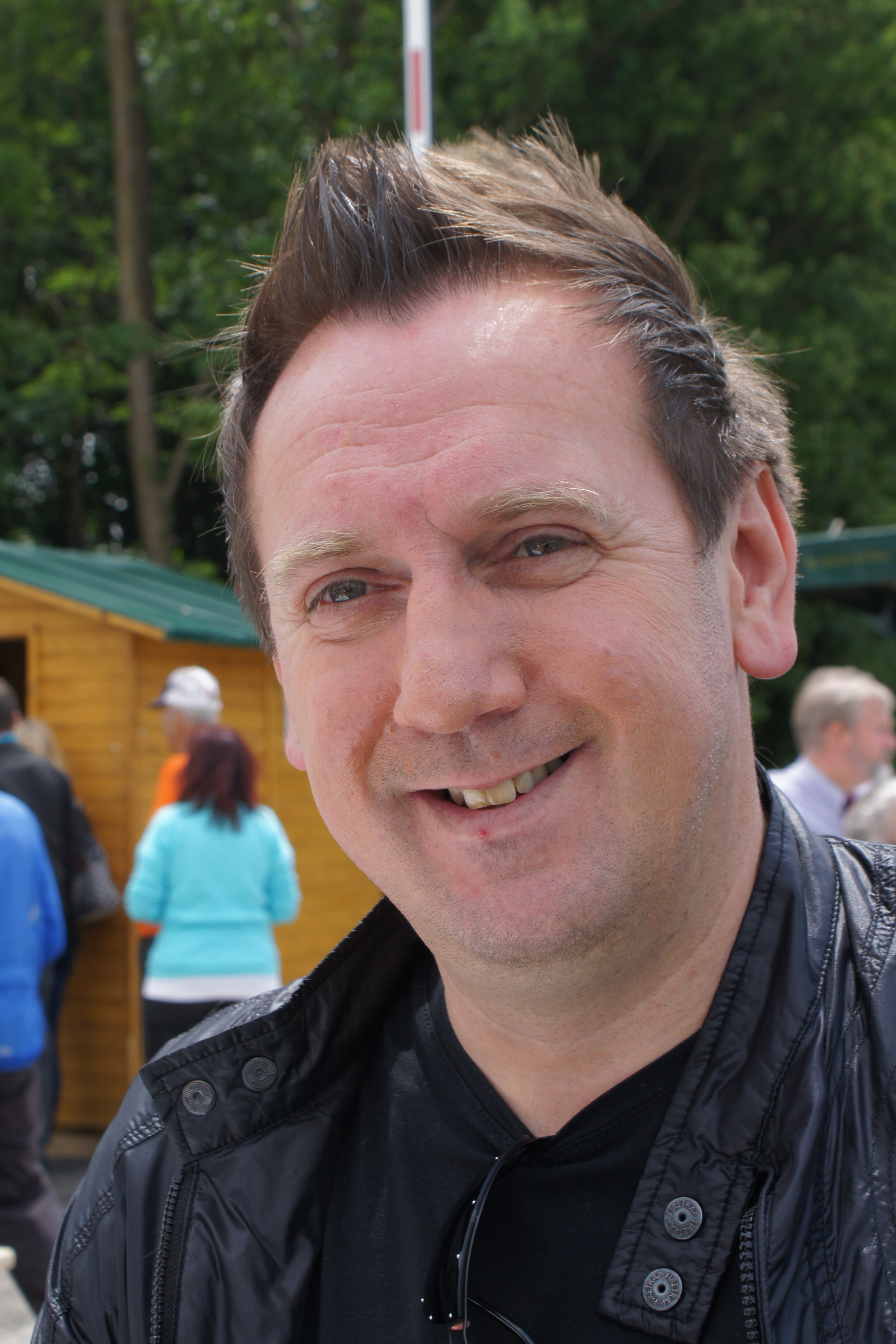
Samir Kesetovic (FSP)

Die Bürgerliste Für St. Pölten (FSP) bestand im Wesentlichen aus der BZÖ-Politikerin Claudia Tobias und dem Grün-Politiker Samir Kesetovic und wurde deshalb in den Medien teilweise, nach dem Eis der Firma Eskimo, „Twinni-Liste“ genannt. Die Hälfte des Wahlkampfes wurde vom BZÖ, die andere Hälfte privat finanziert. Die FSP stellte insgesamt 14 Kandidaten auf.
Die Liste gab an „eine echte Alternative zur jetzigen bürgerfernen Stadtpolitik bieten [zu] wollen!“ Die Anliegen der Liste reichten von der Verbesserung der Parkplatzsituation rund ums Krankenhaus über die Einführung geschäftsführender Stadträte zur Forderung nach Veröffentlichung der Gemeinderatssitzungsprotokolle auf der Stadthomepage.

#### Unabhängige Bürgerplattform Wir für St. Pölten (WIR)
Die Unabhängige Bürgerplattform Wir für St. Pölten (WIR) trat unter den Spitzenkandidaten Bettina Wagner und Silvia Kysela Klein an und stellte insgesamt 8 Kandidaten auf. Kernthema des Wahlkampfes war die Ablehnung des Frequency-Festivals, respektive des Campingplatzes desselben.

#### Christliche Partei Österreichs (CPÖ)
Die Christliche Partei Österreichs (CPÖ) trat unter Robin Fischer an und stellte insgesamt 7 Kandidaten auf.

### Umfragen
In den Monaten vor der Wahl wurden zwei Umfragen veröffentlicht. Beide sagten der SPÖ eine absolute Mehrheit voraus, die ÖVP verlor in beiden Umfragen. Sowohl die Grünen als auch die FPÖ konnten in den Augen der Meinungsforscher Stimmen gewinnen, die FPÖ blieb in beiden Umfragen hinter den Grünen.
| Umfrage                                      | SPÖ  | ÖVP  | Grüne | FPÖ | Sonst. |
| -------------------------------------------- | ---- | ---- | ----- | --- | ------ |
| Gemeinderatswahl 2006                        | 60 % | 24 % | 7 %   | 6 % | 3 %    |
| Public Opinion Strategies / NÖN 9. Mai 2011  | 64 % | 20 % | 8 %   | 6 % | 2 %    |
| Karmasin Motivforschung / Heute 16. Mai 2011 | 58 % | 22 % | 9 %   | 8 % | –      |

## Wahlergebnis

Sitzverteilung in Gemeinderat und Stadtsenat nach der Wahl

Bei der Wahl am 3. Juli 2011 konnte die SPÖ, trotz Verlusten, die absolute Mehrheit halten. Während die ÖVP leicht gewann, konnte die FPÖ deutlich zulegen. Die Grünen mussten starke Verluste in Kauf nehmen, die anderen drei Listen und Parteien scheiterten an einem Einzug in den Gemeinderat. Die meisten Vorzugsstimmen erhielt Matthias Stadler mit 4.221, danach folgte Matthias Adl mit 790 Vorzugsstimmen. Cagri Dogan erhielt 193 Vorzugsstimmen, Hermann Nonner 147.
|                    | Ergebnisse 2011  | Ergebnisse 2011  | Ergebnisse 2011  | Ergebnisse 2006  | Ergebnisse 2006  | Ergebnisse 2006  | Differenzen      | Differenzen      | Differenzen      |
| ------------------ | ---------------- | ---------------- | ---------------- | ---------------- | ---------------- | ---------------- | ---------------- | ---------------- | ---------------- |
| Stimmen            | %                | Mand.            | Stimmen          | %                | Mand.            | Stimmen          | %                | Mand.            |                  |
| Wahlberechtigte    | 44.501           |                  |                  | 40.997           |                  |                  | + 3.504          |                  |                  |
| Abgegebene Stimmen | 25.816           | 58,0 %           |                  | 27.923           | 68,1 %           |                  | - 2.107          | - 10,1 %         |                  |
| ungültige Stimmen  | 523              | 2,0 %            |                  | 307              | 1,1 %            |                  | + 216            | + 0,9 %          |                  |
| gültige Stimmen    | 25.293           | 98,0 %           |                  | 27.616           | 98,9 %           |                  | - 2.323          | - 0,9 %          |                  |
| Partei             |                  |                  |                  |                  |                  |                  |                  |                  |                  |
| SPÖ                | 14.357           | 56,8 %           | 25               | 16.461           | 59,6 %           | 26               | - 2.104          | - 2,8 %          | - 1              |
| ÖVP                | 6.396            | 25,3 %           | 11               | 6.688            | 24,2 %           | 10               | - 292            | + 1,1 %          | + 1              |
| FPÖ                | 2.708            | 10,7 %           | 4                | 1.568            | 5,7 %            | 2                | + 474            | + 2,6 %          | + 1              |
| Nonner             | 2.708            | 10,7 %           | 4                | 666              | 2,4 %            | 1                | + 474            | + 2,6 %          | + 1              |
| Grüne              | 1.235            | 4,9 %            | 2                | 1.990            | 7,2 %            | 3                | - 755            | - 2,3 %          | - 1              |
| WIR                | 299              | 1,2 %            | 0                | nicht kandidiert | nicht kandidiert | nicht kandidiert | nicht kandidiert | nicht kandidiert | nicht kandidiert |
| FSP                | 175              | 0,7 %            | 0                | nicht kandidiert | nicht kandidiert | nicht kandidiert | nicht kandidiert | nicht kandidiert | nicht kandidiert |
| CPÖ                | 123              | 0,5 %            | 0                | nicht kandidiert | nicht kandidiert | nicht kandidiert | nicht kandidiert | nicht kandidiert | nicht kandidiert |
| ISIK               | nicht kandidiert | nicht kandidiert | nicht kandidiert | 134              | 0,5 %            | 0                | nicht kandidiert | nicht kandidiert | nicht kandidiert |
| GPÖ                | nicht kandidiert | nicht kandidiert | nicht kandidiert | 109              | 0,4 %            | 0                | nicht kandidiert | nicht kandidiert | nicht kandidiert |
| Gesamt             | 25.293           | 100,0 %          | 42               | 27.616           | 100,0 %          | 42               | - 2.323          | ± 0              | ± 0              |

## Auswirkungen
Bei der konstituierenden Gemeinderatssitzung am 1. August 2011 wurde Matthias Stadler erneut zum Bürgermeister gewählt, Vizebürgermeister wurden Susanne Kysela (SPÖ) und Matthias Adl (ÖVP). In den Stadtsenat wurden acht Mitglieder der SPÖ, vier der ÖVP und eines der FPÖ gewählt. Per Ende Februar 2012 trat Kysela von allen politischen Ämtern zurück, ihr folgte Franz Gunacker als erster Vizebürgermeister.